# Різанина у психлікарні
Різанина у психлікарні (англ. Doom Asylum) — американський комедійний слешер 1987 року, написаний Ріком Марксом і знятий Річардом Фрідманом.

## Сюжет
Адвокат Мітч Хенсен і його наречена Джуді ЛаРю потрапляють в автокатастрофу, в результаті якої Джуді гине. Під час розтину нібито мертвого Гансена (який спотворює його обличчя) він прокидається і вбиває судмедекспертів.
Через десять років група друзів, у тому числі донька Джуді — Кікі ЛаРю, влаштовує пікнік біля психіатричного притулку, де утримувався Хенсен. Місцевий панк-гурт використовує притулок для репетицій. Однак Хенсен все ще мешкає всередені та планує переслідувати непроханий гостей.

## Акторський склад
| Актор          | Роль                   |
| -------------- | ---------------------- |
| Петті Маллен   | Джуді ЛаРю / Кікі ЛаРю |
| Крістін Девіс  | Джейн                  |
| Майкл Роґен    | Мітч Хенсен            |
| Рут Коллінз    | Тіна                   |
| Вільям Хей     | Майк                   |
| Кенні Л. Прайс | Денніс                 |
| Гаррісон Вайт  | Дарнелл                |
| Дон Алван      | Годайва                |

## Виробництво
Зйомки почалися 13 липня 1987 року. Фільм знімався за 8-12 днів.

## Випуск
Прем'єра відбулася 28 жовтня 1987 року на кінофестивалі MIFED у Мілані, після чого фільм був офіційно випущений на VHS 2 березня 1988 року компанією Academy Home Entertainment.